# Carbonati trigonali
I carbonati trigonali sono minerali caratterizzati dalla presenza dello ione carbonato (CO3 )2- e appartengono al sistema trigonale, di conseguenza al gruppo dimetrico.

## Classificazione dei carbonati
Sono suddivisi in due gruppi:
Gruppo della calcite, formato da: 
- Calcite,
- Magnesite,
- Siderite,
- Rodocrosite,
- Smithsonite,
- Gaspéite,
- Manganocalcite,
- Otavite,
- Spherocobaitite.

Gruppo della dolomite, formato da: 
- Dolomite
- Ankerite,
- Kutnahorite.